# Wally Fofana
Wally Fofana (4 mei 2002) is een Gambiaans voetballer die sinds 2021 onder contract ligt bij KVC Westerlo. Fofana is een middenvelder.

## Clubstatistieken
| Seizoen     | Club           | Competitie  | Competitie | Competitie | Competitie | Beker | Beker | Beker | Internationaal | Internationaal | Internationaal | Totaal | Totaal | Totaal |
| Seizoen     | Club           | Competitie  | Wed.       | Dlp.       | Ass.       | Wed.  | Dlp.  | Ass.  | Wed.           | Dlp.           | Ass.           | Wed.   | Dlp.   | Ass.   |
| ----------- | -------------- | ----------- | ---------- | ---------- | ---------- | ----- | ----- | ----- | -------------- | -------------- | -------------- | ------ | ------ | ------ |
| 2024        | BFC Daugavpils | Virsliga    | 26         | 2          | 4          | 1     | 0     | 0     | —              | —              | —              | 27     | 2      | 4      |
| 2025        | BFC Daugavpils | Virsliga    | 19         | 2          | 3          | 1     | 1     | 0     | 1              | 0              | 0              | 21     | 3      | 3      |
| Club Totaal | Club Totaal    | Club Totaal | 45         | 4          | 7          | 2     | 1     | 0     | 1              | 0              | 0              | 48     | 5      | 7      |
| Totaal      | Totaal         | Totaal      | 45         | 4          | 7          | 2     | 1     | 0     | 1              | 0              | 0              | 48     | 5      | 7      |